# Presidência da Iugoslávia
A Presidência da República Federativa Socialista da Iugoslávia (em servo-croata: Predsjedništvo SFRJ / Председништво СФРЈ; em esloveno: Predsedstvo SFRJ; em macedônio: Председателство на СФРЈ) foi o chefe de estado coletivo da República Socialista Federativa da Iugoslávia. Foi criado em 1971 de acordo com emendas à Constituição Iugoslava de 1963 e reorganizado pela Constituição Iugsolava de 1974. Até 1974, a Presidência tinha 23 membros – três de cada república, dois de cada província autônoma e o presidente Josip Broz Tito.  Em 1974 a Presidência foi reduzida a 9 membros - um de cada república e província autônoma e, até 1988, Presidente da Liga dos Comunistas da iugoslávia ex officio.

## Poderes constitucionais
De acordo com a Constituição de 1974, a Presidência tinha os seguintes poderes: 
- Representar a federação dentro e fora do país
- Comandar o Exército Popular Iugoslavo, decidindo usar o exército tanto na guerra quanto na paz
- Proteger a igualdade das nacionalidades iugoslavas
- Proteger a ordem constitucional
- Propor um candidato a primeiro-ministro federal
- Propor candidatos a juízes constitucionais federais
- Nomear os embaixadores, generais e almirantes
- Nomear o Conselho de Defesa Nacional e, se necessário, também outros órgãos (um deles foi o  Conselho Federal de Proteção à Ordem Constitucional)
- Conceder condecorações estatais

A Presidência teve oito membros eleitos pelos parlamentos de cada república e província autônoma e proclamados pela Assembléia da Iugoslávia, o nono membro foi presidente da Presidência da Liga dos Comunistas da Iugoslávia. Esta adesão ex officio do líder LCY foi abolida pelas mudanças constitucionais no outono de 1988.  O mandato da Presidência durou cinco anos, pelo que a Presidência de nove membros foi eleita no total quatro vezes – em 1974, 1979, 1984 e 1989.
Até 1980, a maior parte dos poderes da Presidência (e do controlo do país em geral) eram de facto exercidos por Josip Broz Tito, que era presidente da república vitalício. Após sua morte, em maio de 1980, seu cargo permaneceu vago e a Presidência passou a funcionar de acordo com a constituição.
Por vezes, a Presidência realizava as suas sessões numa composição alargada. Além dos membros da própria Presidência, participaram dessas sessões as seguintes autoridades: presidente da Assembleia Federal, presidente e vice-presidente do Conselho Executivo Federal (o governo), secretários federais (ministros) da defesa, do interior e das relações exteriores, presidente da Conferência Federal da Aliança Socialista dos Trabalhadores da Iugoslávia e presidentes das Presidências das repúblicas e províncias autônomas da Iugoslávia.  A Presidência alargada não se baseava na Constituição e não podia ela própria adoptar quaisquer decisões.

## Período pós-Tito
Tito, como presidente da república, foi presidente ex officio da Presidência. Após a sua morte, um novo presidente da Presidência era eleito todos os anos. A ordem de rotação dos membros na posição de liderança foi previamente acordada, pelo que esta eleição anual foi uma pura formalidade. O sistema rotativo travou apenas em maio de 1991 – Stipe Mesić, representante do novo governo croata de Franjo Tuđman na presidência, estava prestes a se tornar o presidente, mas não foi eleito devido à oposição de metade da presidência controlada pelo líder sérvio Slobodan Milošević. O cargo mais alto da federação em desintegração permaneceu vago até 1 de julho, quando Mesić foi finalmente eleito.  
Apenas um ano após a morte de Tito, os líderes iugoslavos tiveram de enfrentar tumultos violentos no Kosovo. Em 2 de abril de 1981, a Presidência sob a presidência de Cvijetin Mijatović declarou estado de emergência em Priština e Kosovska Mitrovica, que durou uma semana.   A Presidência declarou novamente o estado de emergência, desta vez em todo o território do Kosovo, em 27 de Fevereiro de 1989, sob a presidência de Raif Dizdarević, quando eclodiram distúrbios ainda mais graves no Kosovo.   Pela terceira vez na Iugoslávia pós-Tito, o estado de emergência no Kosovo foi imposto pela Presidência em Fevereiro de 1990. 
A composição da última Presidência eleita em Maio de 1989 refletiu tanto a abordagem do pluralismo político em algumas partes da federação como o início da agonia na Iugoslávia:
- Janez Drnovšek da Eslovênia e Bogić Bogićević da Bósnia e Herzegovina foram eleitos em eleições diretas realizadas em suas repúblicas [11] [12]
- Representantes da Sérvia, Montenegro, Kosovo e Voivodina, ou seja, metade da Presidência, agiam sob o controle de facto de Slobodan Milošević [13] [14]
- Stipe Šuvar, representante croata de opiniões fortemente pró-iugoslavas, [15] foi substituído em outubro de 1990 por Stipe Mesić nomeado pelo governo croata. [16]

No verão de 1991, Mesić e Drnovšek, considerando as suas repúblicas independentes, deixaram de assistir às sessões da Presidência. Eles foram seguidos por Bogićević e Vasil Tupurkovski da Macedônia, de modo que a Presidência de facto deixou de existir, embora os membros da Sérvia, suas províncias (Kosovo e Voivodina) e Montenegro continuaram a realizar sessões até 1992. 

## Composição (1971–1992)
| Presidência 1971–1974       |                                               |                                                                             |
| Nome                        | Mandato                                       | Representando                                                               |
| Josip Broz Tito             | 30 de junho de 1971 – 15 de maio de 1974      | - Presidente da República - Presidente da Liga dos Comunistas da Iugoslávia |
| Vidoje Žarković             | 30 de junho de 1971 – 15 de maio de 1974      | República Socialista de Montenegro                                          |
| Veljko Mićunović            | 30 de junho de 1971 – 15 de maio de 1974      | República Socialista de Montenegro                                          |
| Dobroslav Ćulafić           | 30 de junho de 1971 – 15 de maio de 1974      | República Socialista de Montenegro                                          |
| Josif Rajačić               | 30 de junho de 1971 – 1973                    | Província Socialista Autônoma da Voivodina                                  |
| Sreten Kovačević            | 1973 – 15 de maio de 1974                     | Província Socialista Autônoma da Voivodina                                  |
| Maćaš Keleman               | 30 de junho de 1971 – 1973                    | Província Socialista Autônoma da Voivodina                                  |
| Ida Sabo                    | 1973 – 15 de maio de 1974                     | Província Socialista Autônoma da Voivodina                                  |
| Ilaz Kurteshi               | 30 de junho de 1971 – 15 de maio de 1974      | Província Socialista Autônoma do Kosovo                                     |
| Veli Deva                   | 30 de junho de 1971 – 15 de maio de 1974      | Província Socialista Autônoma do Kosovo                                     |
| Nikola Minčev               | 30 de junho de 1971 – 15 de maio de 1974      | República Socialista da Macedônia                                           |
| Krste Crvenkovski           | 30 de junho de 1971 – 15 de maio de 1974      | República Socialista da Macedônia                                           |
| Kiro Gligorov               | 30 de junho de 1971 – 1972                    | República Socialista da Macedônia                                           |
| Lazar Koliševski            | 1972 – 15 de maio de 1974                     | República Socialista da Macedônia                                           |
| Hamdija Pozderac            | 30 de junho de 1971 – 15 de maio de 1974      | República Socialista da Bósnia e Herzegovina                                |
| Ratomir Dugonjić            | 30 de junho de 1971 – 15 de maio de 1974      | República Socialista da Bósnia e Herzegovina                                |
| Augustin Papić              | 30 de junho de 1971 – 15 de maio de 1974      | República Socialista da Bósnia e Herzegovina                                |
| Sergej Kraigher             | 30 de junho de 1971 – 15 de maio de 1974      | República Socialista da Eslovênia                                           |
| Marko Bulc                  | 30 de junho de 1971 – 15 de maio de 1974      | República Socialista da Eslovênia                                           |
| Mitja Ribičič               | 30 de junho de 1971 – 15 de maio de 1974      | República Socialista da Eslovênia                                           |
| Dragoslav Marković          | 30 de junho de 1971 – 15 de maio de 1974      | República Socialista da Sérvia                                              |
| Dobrivoje Vidić             | 30 de junho de 1971 – 15 de maio de 1974      | República Socialista da Sérvia                                              |
| Koča Popović                | 30 de junho de 1971 – 1972                    | República Socialista da Sérvia                                              |
| Dragi Stamenković           | 1972 – 15 de maio de 1974                     | República Socialista da Sérvia                                              |
| Jakov Blažević              | 30 de junho de 1971 – 15 de maio de 1974      | República Socialista da Croácia                                             |
| Đuro Kladarin               | 30 de junho de 1971 – 15 de maio de 1974      | República Socialista da Croácia                                             |
| Miko Tripalo                | 30 de junho de 1971 – Dezembro de 1971        | República Socialista da Croácia                                             |
| Milan Mišković              | Dezembro de 1971 – 15 de maio de 1974         | República Socialista da Croácia                                             |
| Presidência 1974–1979       |                                               |                                                                             |
| Josip Broz Tito             | 15 de maio de 1974 – 15 de maio de 1979       | - Presidente da República - Presidente da Liga dos Comunistas da Iugoslávia |
| Vidoje Žarković             | 15 de maio de 1974 – 15 de maio de 1984       | República Socialista de Montenegro                                          |
| Stevan Doronjski            | 15 de maio de 1974 – 14 de agosto de 1981     | Província Socialista Autônoma da Voivodina                                  |
| Fadil Hoxha                 | 15 de maio de 1974 – 15 de maio de 1984       | Província Socialista Autônoma do Kosovo                                     |
| Lazar Koliševski            | 15 de maio de 1974 – 15 de maio de 1984       | República Socialista da Macedônia                                           |
| Cvijetin Mijatović          | 15 de maio de 1974 – 15 de maio de 1984       | República Socialista da Bósnia e Herzegovina                                |
| Edvard Kardelj1             | 15 de maio de 1974 – 10 de fevereiro de 1979  | República Socialista da Eslovênia                                           |
| Sergej Kraigher             | Fevereiro de 1979 – 15 de maio de 1984        | República Socialista da Eslovênia                                           |
| Petar Stambolić             | 15 de maio de 1974 – 15 de maio de 1984       | República Socialista da Sérvia                                              |
| Vladimir Bakarić            | 15 de maio de 1974 – 16 de janeiro de 1983    | República Socialista da Croácia                                             |
| Presidência 1979–1984       |                                               |                                                                             |
| Josip Broz Tito1            | 15 de maio de 1979 – 4 de maio de 1980        | - Presidente da República - Presidente da Liga dos Comunistas da Iugoslávia |
| Stevan Doronjski            | 4 de maio de 1980 – 20 de outubro de 1980     | Liga dos Comunistas da Iugoslávia                                           |
| Lazar Mojsov                | 20 de outubro de 1980 – 20 de outubro de 1981 | Liga dos Comunistas da Iugoslávia                                           |
| Dušan Dragosavac            | 20 de outubro de 1981 – 29 de junho de 1982   | Liga dos Comunistas da Iugoslávia                                           |
| Mitja Ribičič               | 29 de junho de 1982 – 30 de junho de 1983     | Liga dos Comunistas da Iugoslávia                                           |
| Dragoslav Marković          | 30 de junho de 1983 – 26 de junho de 1984     | Liga dos Comunistas da Iugoslávia                                           |
| Vidoje Žarković             | 15 de maio de 1974 – 15 de maio de 1984       | República Socialista de Montenegro                                          |
| Stevan Doronjski1           | 15 de maio de 1974 – 14 de agosto de 1981     | Província Socialista Autônoma da Voivodina                                  |
| Radovan Vlajković           | Agosto de 1981 – 15 de maio de 1989           | Província Socialista Autônoma da Voivodina                                  |
| Fadil Hoxha                 | 15 de maio de 1974 – 15 de maio de 1984       | Província Socialista Autônoma do Kosovo                                     |
| Lazar Koliševski            | 15 de maio de 1974 – 15 de maio de 1984       | República Socialista da Macedônia                                           |
| Cvijetin Mijatović          | 15 de maio de 1974 – 15 de maio de 1984       | República Socialista da Bósnia e Herzegovina                                |
| Sergej Kraigher             | Fevereiro de 1979 – 15 de maio de 1984        | República Socialista da Eslovênia                                           |
| Petar Stambolić             | 15 de maio de 1974 – 15 de maio de 1984       | República Socialista da Sérvia                                              |
| Vladimir Bakarić1           | 15 de maio de 1974 – 16 de janeiro de 1983    | República Socialista da Croácia                                             |
| Mika Špiljak                | 16 de janeiro de 1983 – 15 de maio de 1984    | República Socialista da Croácia                                             |
| Presidência 1984–1989       |                                               |                                                                             |
| Veselin Đuranović           | 15 de maio de 1984 – 15 de maio de 1985       | República Socialista de Montenegro                                          |
| Radovan Vlajković           | 15 de maio de 1985 – 15 de maio de 1986       | Província Socialista Autônoma da Voivodina                                  |
| Sinan Hasani                | 15 de maio de 1986 – 15 de maio de 1987       | Província Socialista Autônoma do Kosovo                                     |
| Lazar Mojsov                | 15 de maio de 1987 – 15 de maio de 1988       | República Socialista da Macedônia                                           |
| Branko Mikulić2             | 15 de maio de 1984 – 15 de maio de 1986       | República Socialista da Bósnia e Herzegovina                                |
| Hamdija Pozderac3           | 15 de maio de 1986 – 15 de setembro de 1987   | República Socialista da Bósnia e Herzegovina                                |
| Raif Dizdarević             | 31 de dezembro de 1987 – 15 de maio de 1989   | República Socialista da Bósnia e Herzegovina                                |
| Stane Dolanc                | 15 de maio de 1984 – 15 de maio de 1989       | República Socialista da Eslovênia                                           |
| Nikola Ljubičić             | 15 de maio de 1984 – 15 de maio de 1989       | República Socialista da Sérvia                                              |
| Josip Vrhovec               | 15 de maio de 1984 – 15 de maio de 1989       | República Socialista da Croácia                                             |
| Ali Shukri                  | 26 de junho de 1984 – 25 de junho de 1985     | Liga dos Comunistas da Iugoslávia                                           |
| Vidoje Žarković             | 25 de junho de 1985 – 28 de junho de 1986     | Liga dos Comunistas da Iugoslávia                                           |
| Milanko Renovica            | 28 de junho de 1986 – 30 de junho de 1987     | Liga dos Comunistas da Iugoslávia                                           |
| Boško Krunić                | 30 de junho de 1987 – 30 de junho de 1988     | Liga dos Comunistas da Iugoslávia                                           |
| Stipe Šuvar                 | 30 de junho de 1988 – 17 de maio de 1989      | Liga dos Comunistas da Iugoslávia                                           |
| Presidência 1989–1992       |                                               |                                                                             |
| Dragutin Zelenović5         | 15 de maio de 1989 – Dezembro de 1990         | Província Socialista Autônoma da Voivodina                                  |
| Jugoslav Kostić             | Dezembro de 1990 – 27 de abril de 1992        | Província Socialista Autônoma da Voivodina                                  |
| Riza Sapunxhiu6             | 15 de maio de 1989 – 21 de março de 1991      | Província Socialista Autônoma do Kosovo                                     |
| Sejdo Bajramović (interino) | 21 de março de 1991 – 27 de abril de 1992     | Província Socialista Autônoma do Kosovo                                     |
| Vasil Tupurkovski           | 15 de maio de 1989 – 8 de setembro de 1991    | República Socialista da Macedônia / República da Macedônia                  |
| Bogić Bogićević             | 15 de maio de 1989 – 27 de abril de 1992      | República Socialista da Bósnia e Herzegovina                                |
| Janez Drnovšek              | 15 de maio de 1989 – 25 de junho de 1991      | República Socialista da Eslovênia / República da Eslovênia                  |
| Borisav Jović               | 15 de maio de 1989 – 27 de abril de 1992      | República Socialista da Sérvia                                              |
| Stipe Šuvar4                | 15 de maio de 1989 – 19 de outubro de 1990    | República Socialista da Croácia / República da Croácia                      |
| Stipe Mesić                 | 19 de outubro de 1990 – 5 de dezembro de 1991 | República Socialista da Croácia / República da Croácia                      |
| Nenad Bućin7                | 15 de maio de 1989 – 16 de março de 1991      | República Socialista de Montenegro                                          |
| Branko Kostić (interino)    | 16 de março de 1991 – 27 de abril de 1992     | República Socialista de Montenegro                                          |

Notas
1. Morreu enquanto ocupava o cargo;
2. Renunciou ao se tornar Chairman do Conselho Executivo Federal
3. Demitiu-se por acusação de participação no Escândalo da Agrokomerc
4. Retirado pelo Parlamento Croata
5. Retirado pelo Parlamento Sérvio
6. Retirado pelo Parlamento Sérvio
7. Retirado pelo Parlamento Montenegrino

## Membros
- Lista de membros da Presidência da Iugoslávia